# Ґжеґжулкі
Ґжеґжулкі (пол. Grzegrzółki, нім. Kukukswalde) — село в Польщі, у гміні Пасим Щиценського повіту Вармінсько-Мазурського воєводства.
Населення — 163 особи (2011).

## Демографія
Демографічна структура станом на 31 березня 2011 року:
|          | Загалом | Допрацездатний вік | Працездатний вік | Постпрацездатний вік |
| -------- | ------- | ------------------ | ---------------- | -------------------- |
| Чоловіки | 78      | 26                 | 43               | 9                    |
| Жінки    | 85      | 24                 | 49               | 12                   |
| Разом    | 163     | 50                 | 92               | 21                   |